# Jairo (Fußballspieler)
Jairo (* 11. Juli 1993 in Cabezón de la Sal; voller Name Jairo Samperio Bustara, auch Jairo Samperio) ist ein spanischer Fußballspieler. Der Flügelstürmer steht seit Ende September 2020 beim FC Málaga unter Vertrag.

## Karriere

### Vereine
Jairo begann seine Karriere bei SD Textil Escudo in seiner Geburtsstadt Cabezón de la Sal. 2006 wechselte er in die Jugend von Racing Santander. Dort rückte er 2011 in den Kader der ersten Mannschaft auf und kam am 27. August 2011 bei der 3:4-Niederlage gegen den FC Valencia zu seinem Debüt in der Primera División. Am 25. Oktober 2011 erzielte er beim 2:2 gegen den FC Sevilla sein erstes Tor. Zur Saison 2013/14 wurde er vom Ligakonkurrenten FC Sevilla verpflichtet. Mit dem Verein gewann er 2014 die UEFA Europa League.
Am 29. August 2014 wechselte Jairo in die Bundesliga zum 1. FSV Mainz 05. Er unterschrieb einen Vierjahresvertrag. Am 18. Oktober 2014 (8. Spieltag) erzielte er beim 2:1-Sieg im Heimspiel gegen den FC Augsburg mit dem Treffer zum 2:0 in der 23. Minute sein erstes Bundesligator. Seinen Vor- und gleichzeitig Künstlernamen „Jairo“ durfte er in der Bundesliga nicht auf dem Trikot tragen, da dieser nicht als solcher in seinem Pass eingetragen ist.
Am 1. Januar 2018 kehrte Jairo in die Primera División zurück und schloss sich der UD Las Palmas an, bei der er einen Vertrag mit Laufzeit bis zum Ende der Saison 2017/18 unterschrieb. Bis zum Saisonende kam Jairo in elf Ligaspielen zum Einsatz, konnte den Abstieg jedoch nicht verhindern und verließ den Verein mit Auslaufen seines Vertrags.
Zur Saison 2018/19 wechselte Jairo in die 2. Bundesliga zum Hamburger SV. Er unterschrieb beim Bundesliga-Absteiger einen Einjahresvertrag. Sein Pflichtspieldebüt für die Hamburger gab er beim Saisoneröffnungsspiel am 3. August 2018 gegen Holstein Kiel. Nach einem weiteren Liga- und einem DFB-Pokal-Einsatz zog sich Jairo Ende August 2018 im Training eine Schädigung beider Kreuzbänder und des Innenbandes im rechten Kniegelenk zu. Dennoch wurde sein Vertrag im März 2019 bis zum 30. Juni 2020 verlängert. Am 2. Spieltag der Saison 2019/20 gab Jairo nach knapp einem Jahr sein Comeback in einem Pflichtspiel. Im weiteren Saisonverlauf konnte sich Jairo unter dem Cheftrainer Dieter Hecking jedoch nicht durchsetzen. Er absolvierte 14 Zweitligaspiele (einmal von Beginn), in denen er ein Tor erzielte, und stand bei einigen Spielen nicht im Spieltagskader. Der HSV verpasste wie in der Vorsaison auf dem 4. Platz den Wiederaufstieg, woraufhin Jairo den Verein mit seinem Vertragsende verließ.
Ende September 2020 schloss sich Jairo nach knapp dreimonatiger Vereinslosigkeit dem spanischen Zweitligisten FC Málaga an, bei dem er einen Vertrag bis zum 30. Juni 2022 erhielt.

### Nationalmannschaft
Jairo nahm mit der spanischen U20-Nationalmannschaft im Jahr 2013 an der U20-Weltmeisterschaft in der Türkei teil, bei der seine Mannschaft im Viertelfinale gegen Uruguay ausschied. Im November 2013 spielte er zweimal für die U21-Auswahl.

## Erfolge
FC Sevilla
- Europa-League-Sieger: 2014